# Maria Regina Louro
Maria Regina da Silva Louro (Casal das Ferrarias, Mouriscas, Abrantes, 19 de janeiro de 1948) é uma escritora, jornalista e tradutora portuguesa.

## A jornalista
Regina Louro desenvolveu atividade como jornalista em publicações conceituadas como a revista Flama, o jornal Diário de Lisboa, o jornal Público e o semanário Expresso.

## Obras publicadas
Escreveu os livros: 
- Novas Bárbaras. Com PEREIRA, Miguel Serras. Lisboa: Assírio e Alvim, 1979.
- País de Lesbos. PEREIRA, Miguel Serras (posf.) Lisboa: A Regra do Jogo, 1981.
- Apocalipse. Coimbra: Fenda Edições, 1982[3].
- Sapos Vivos e Outros Monstros: Contos. Lisboa: Relógio d'Água, 1984.
- Objectos Sexuais no Espaço e Outras Histórias. Lisboa: Rolim, 1985.
- Que Pena Ela não se Chamar Maria: Romance ao Vivo. Lisboa: Relógio d'Água, 1985.
- À Sombra das Altas Torres do Bugio. Lisboa: Relógio d'Água, 1994.
- Um Olhar Português (colaboração). Lisboa: Círculo de Leitores, 1991.
- Faróis de Portugal. Com VILHENA, João Francisco. Lisboa: Gradiva, 1995[4].

## Alguns trabalhos jornalísticos
- Entrevista a Isabel do Carmo na revista Flama de 15 de agosto de 1975.
- «A Surpresa no Feminino» in Expresso, 5 de fevereiro de 1983, pgs. 26-27R.
- «Maldades familiares», in Público de 20 de março de 1992.
- Regina Louro na Revista Flama: As Novas Cartas Portuguesas.